# Briar
Briar é uma Região censo-designada localizada no estado norte-americano do Texas, no Condado de Parker e Condado de Tarrant e Condado de Wise.

## Demografia
Segundo o censo norte-americano de 2000, a sua população era de 5350 habitantes.

## Geografia
De acordo com o United States Census Bureau tem uma área de 53,3 km², dos quais 53,3 km² cobertos por terra e 0,0 km² cobertos por água.

## Localidades na vizinhança
O diagrama seguinte representa as localidades num raio de 8 km ao redor de Briar. 